# Conus nodiferus
Conus nodiferus é uma espécie de gastrópode do gênero Conus, pertencente a família Conidae.